# Charlottenburg-Wilmersdorf
Charlottenburg-Wilmersdorf es el cuarto bezirk de Berlín. Este distrito se formó en 2001, debido a la fusión de dos distritos: el de Charlottenburg y el de Wilmersdorf. Fue el centro de Berlín Occidental.
Se sitúa al oeste de la ciudad y comparte fronteras con el distrito de Spandau al oeste, con el distrito de Reinickendorf al norte, con los distritos de Mitte y Tempelhof-Schöneberg al este y con el distrito de Steglitz-Zehlendorf al sur.

## Historia

### Charlottenburg
Fue una localidad que nació de la comunidad de Lietzenburg, que en cuyo territorio se construyó el Palacio de Charlottenburg en honor a la reina Sofía Carlota de Hannover. En 1705 se fundó la ciudad de Charlottenburg. Hasta su incorporación a Berlín en 1920, Charlottenburg se desarrolló como la ciudad más rica de Prusia.

### Wilmersdorf
Esta localidad fue fundada en 1220, pero es mencionada por primera vez en 1293. En 1906 asumió el título de ciudad con el nombre oficial de Deutsch-Wilmersdorf. En 1912, cambia el nombre de Deutsch-Wilmersdorf a Berlín-Wilmersdorf. Se incorporó a Berlín en 1920, formando parte de la "Gran Berlín".

## Administración
La alcaldesa del distrito Charlottenburg-Wilmersdorf (Bezirkbürgermeister) es Reinhard Naumann del partido político SPD.
El Parlamento del distrito, con 55 miembros (Bezirksverordenetenversammlung) estaba conformado por los siguientes partidos políticos en 2016:
- SPD, 15 miembros
- CDU, 13 miembros
- Grüne, 12 miembros
- FDP, 6 miembros
- AfD, 5 miembros
- Die Linke, 4 miembros

## Localidades
- Charlottenburg
- Charlottenburg-Nord
- Grunewald
- Halensee
- Schmargendorf
- Westend
- Wilmersdorf

## Ciudades hermanadas
- Bad Iburg, Alemania desde 1980.
- Belváros, Budapest, Hungría desde 1998.
- Distrito de Lewisham, Londres, Inglaterra desde 1968.
- Linz, Austria desde 1995.
- Mannheim, Alemania desde 1962.
- Distrito de Marburg-Biedenkopf, Alemania desde 1991.
- Or Yehuda, Israel desde 1966.
- Trento, Italia desde 1966.
- Distrito de Waldeck-Frankenberg, Alemania desde 1988.
- Apeldoorn, Países Bajos desde 1968.
- Distrito de Forchheim, Alemania desde 1991.
- Gagny, Francia desde 1992.
- Gladsaxe, Dinamarca desde 1968.
- Karmiel, Israel desde 1985.
- Distrito de Kulmbach, Alemania desde 1991.
- Pechersk, Kiev, Ucrania desde 1991.
- Międzyrzecz, Polonia desde 1993.
- Minden, Alemania desde 1968.
- Distrito de Rheingau-Taunus, Alemania desde 1991.
- Split, Croacia desde 1970.
- Distrito de Sutton, Londres, Inglaterra desde 1968.

## Economía
La economía del distrito depende principalmente del comercio minorista, sobre todo en la zona del City West a lo largo de Breitscheidplatz, Tauentzienstraße y Kurfürstendamm. 
El sector del transporte aéreo también tiene peso en la economía de Charlottenburg. La compañía aérea Germania tiene su sede principal en Charlottenburg-Nord.